# ヘルメット (ドイツ軍)

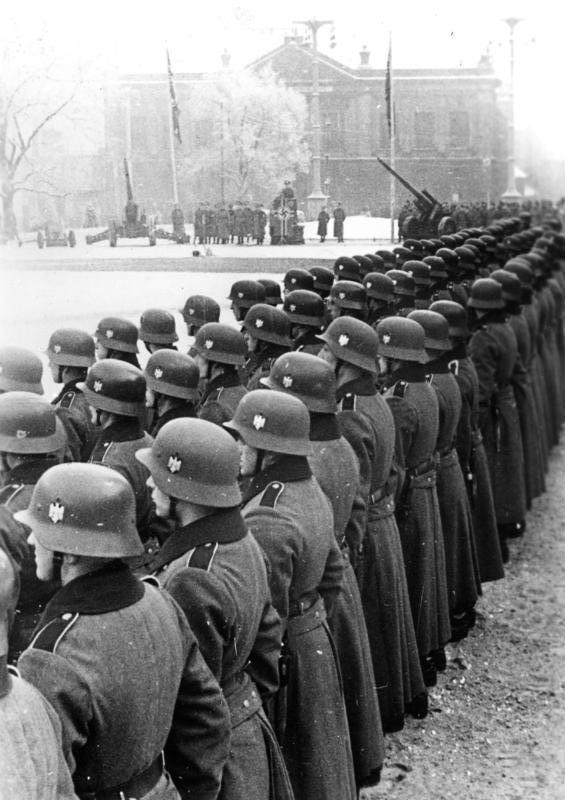
シュタールヘルムを被り、入隊宣誓式に臨むドイツ陸軍の新兵たち（1940年、ポーゼンにて）

ドイツ軍のヘルメット（ドイツぐんのヘルメット）は、20世紀以降ドイツ軍で使用された戦闘用ヘルメットについて述べる。
一般的に、プロイセン王国時代から第一次世界大戦頃まで汎用されたピッケルハウベ（Pickelhaube、革製の角付ヘルメット）と、その後導入され、第二次世界大戦後まで広く使用されたシュタールヘルム（Stahlhelm、鋼の兜）が有名で、共に各時代の「ドイツ軍」や「ドイツ兵」の象徴とされている。他国では、この2つの言葉はドイツ語の原語のまま「ドイツ軍のヘルメット」を指す固有名詞として用いられている。

## 変遷

### 種類
- M16
- M18
- M35（ドイツ語版）
- M40
- M42
- M44
- M45（ドイツ語版）

### 第一次世界大戦前
帝政ドイツでは、建国以来陸軍のヘルメットはピッケルハウベ（Pickelhaube、角付き兜）が用いられてきた。第一次世界大戦の頃にはピッケルハウベには連隊番号を付したカバーをかけるようになっていたが、塹壕戦で、革製のピッケルハウベでは砲弾の破片などから頭部を守ることができず、頭頂部の金属製スパイクが遠距離からも目だって狙撃の標的になりやすいなど、近代戦の戦場に著しく不向きであることが判明した。ドイツ帝国軍は新型の鋼鉄製ヘルメットの開発に着手し、1916年にいわゆるシュタールヘルム（Stahlhelm）が完成した直後から、急速にピッケルハウベを更新していった。「Stahlhelm」というドイツ語の単語は「鋼鉄の兜」に相当し、鋼鉄製の軍用ヘルメット一般の意味である。1916年型に続くバリエーションとして、無線や電話の受話器を耳に当てやすいよう、ふちの両側面に半円形の切り欠きを追加した1918年型が導入された。同じ1918年には、それまで単色で塗られていたシュタールヘルムに迷彩塗装を施すよう指令が出された。シュタールヘルムはその形状が類似していたことから、「石炭バケツ」とも通称された。形状はひさしが付き、後頭部にカバーがまわっているため、うなじを効果的に守り、また熱中症予防にもなった。この形状が気に入られ、同タイプのヘルメットが各国で採用されている。

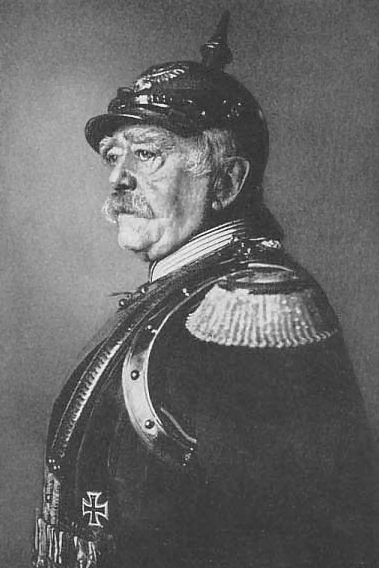
ピッケルハウベを着用したオットー・フォン・ビスマルク。
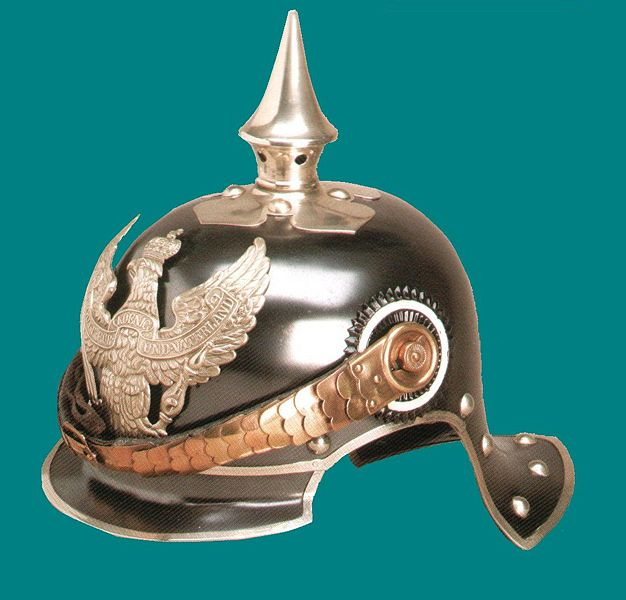
プロイセン騎馬猟兵用ピッケルハウベ
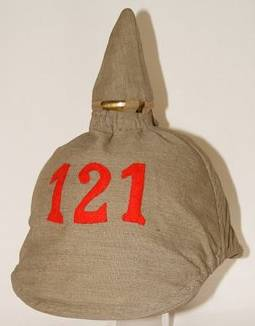
連隊番号の入ったカバーをしたピッケルハウベ
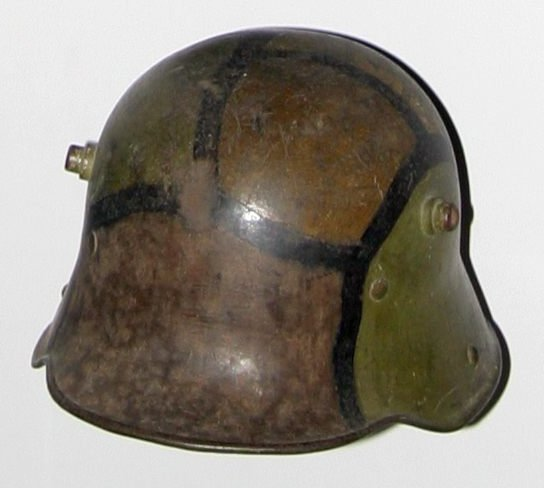
1916年型ヘルメット。両側面に飛び出ているリベットは、換気穴と装甲板増設用ピンとを兼ねている。

### 第二次世界大戦まで

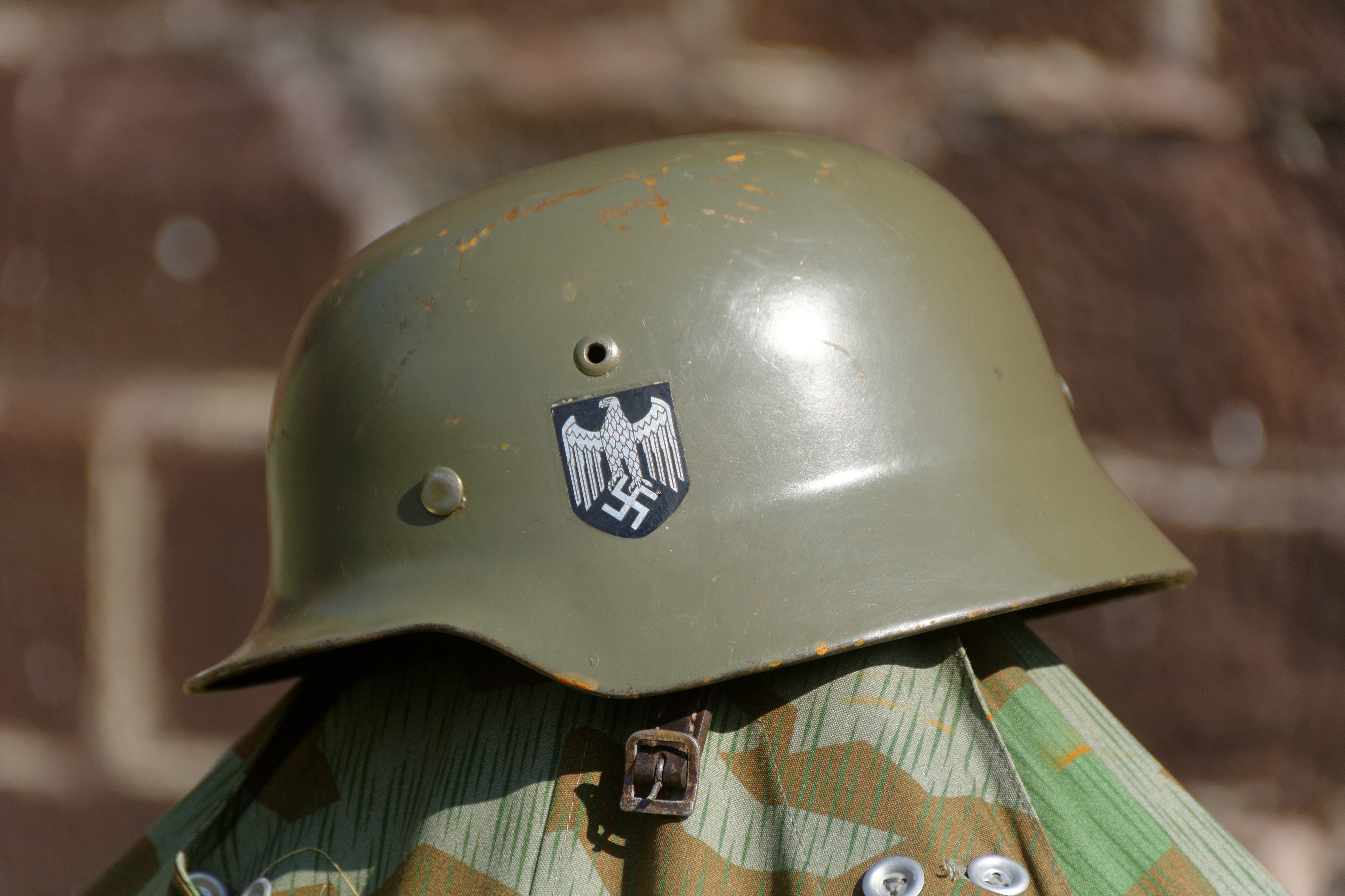
陸軍のデカールが貼られた1935年型シュタールヘルム

第一次世界大戦後の国軍においてピッケルハウベ型は廃止され、シュタールヘルム型が制式となり、1933年ナチスの政権獲得を挟んで、再軍備宣言がなされた1935年以降の国防軍、また武装親衛隊においても引き続き採用された。再軍備宣言がなされた数ヵ月後に採用されたM35鉄帽は、いわば軽量型と言えるもので、それ以前の第一次大戦型シュタールヘルムに比べて周囲のひさし、えり回りを中心に若干小型化されており、これが第二次世界大戦中のドイツ軍シュタールヘルムの標準形状となった。
1935年型は空気穴がヘルメット本体と別パーツになっているが、40年型以降は一体化されてプレス加工になった。また材質がモリブデン鋼からマンガン・シリコン鋼に変更された。ついで1942年7月6日には更なる工程の簡素化が行われ、これまでヘルメットの縁が中に折り曲げられていたのが、縁を少しだけ外側にそらすだけの1942年型が生産された。
また、1938年に開発された降下猟兵のヘルメットは、降下作戦時に吊索など周囲に引っ掛かる危険性を少なくするため、標準型のシュタールヘルム型に比べて、ひさしと側・後部のすそを短く切り取ったような形状をしていた。またあご紐も帽体と三点で連結したものに変更され、動揺しにくいよう配慮されていた。
戦争後半、特に生産力が損なわれた末期のドイツ軍は、各種兵器の簡略化に取り組んでいた。ヘルメットも例外ではなく、1944年ごろ、これまでのシュタールヘルム型の、頭頂部とひさしおよび側・後部の間にあった屈曲をフラットにした、全体として扁平な円錐形のヘルメットが開発され、ドイツ国特許（Deutsches Reichspatent）番号706467も取得した。このヘルメットは従来のシュタールヘルム型より加工工数が低減され、避弾経始の面で改善されていたが、採用はされなかった。一説には東ドイツの国家人民軍で採用されたヘルメット（下記参照）に影響を与えたといわれる。
国防軍（陸軍、海軍、空軍）と武装親衛隊では、それぞれ貼り付けるデカールが異なり、陸軍は左側に陸軍鷲章、右側に国防軍共通の黒白赤（シュヴァルツ＝ヴァイス＝ロート）の国家色のデカールを貼り付けた。海軍は左側に鷲章（デザインは陸軍と同じだが色が金）。空軍は左側に空軍鷲章（デザインが陸海軍と異なる）、武装親衛隊は左側にナチ党旗（ハーケンクロイツ）、右側にSSのルーン文字のデカールを入れた。ただし戦場ではこれが目立ち、迷彩効果上問題があったため、国家色とナチ党旗のデカールは1940年3月、鷲章とSSのデカールは1943年8月に廃止となった。

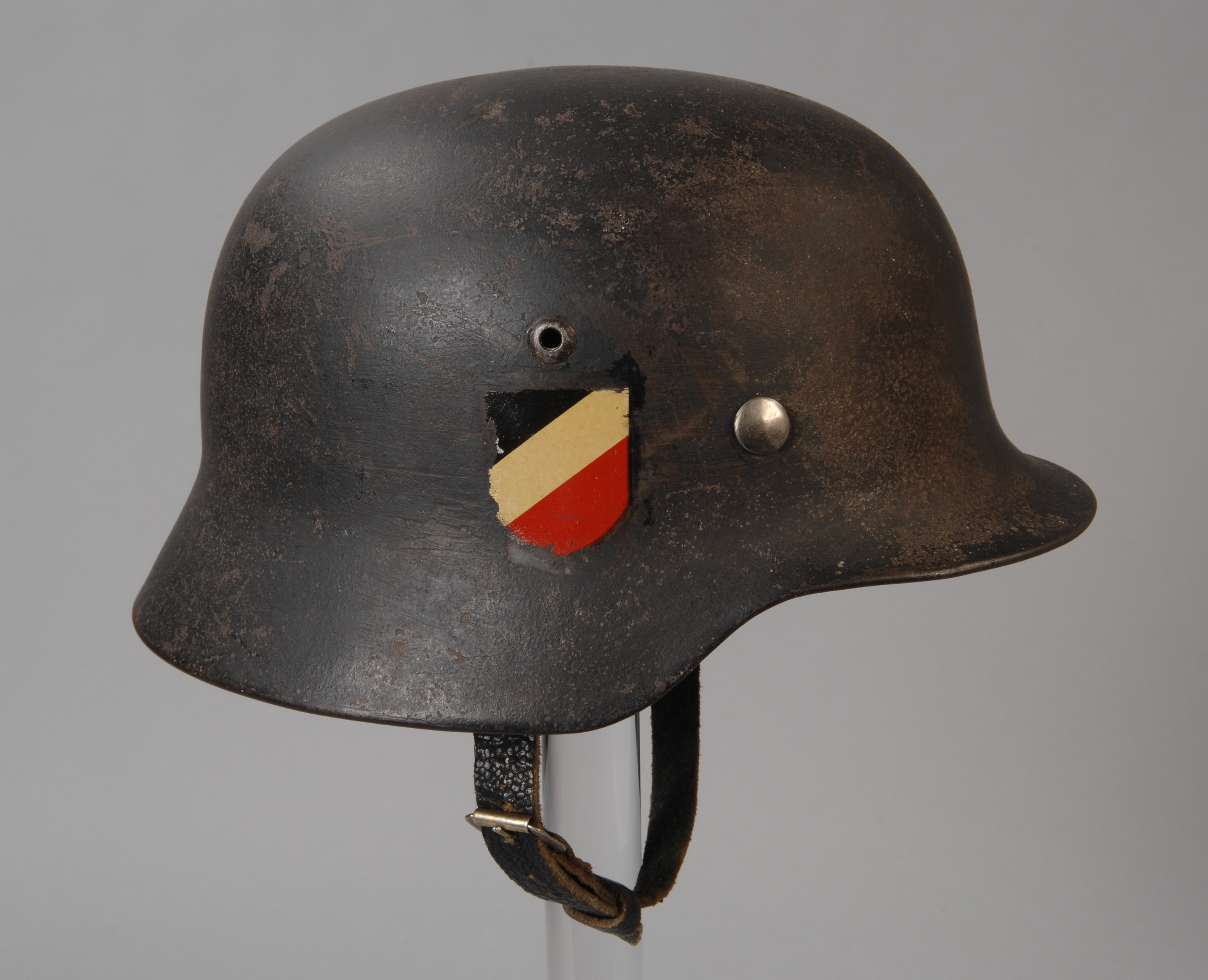
黒白赤の国家色デカールが貼られた1935年型シュタールヘルム。
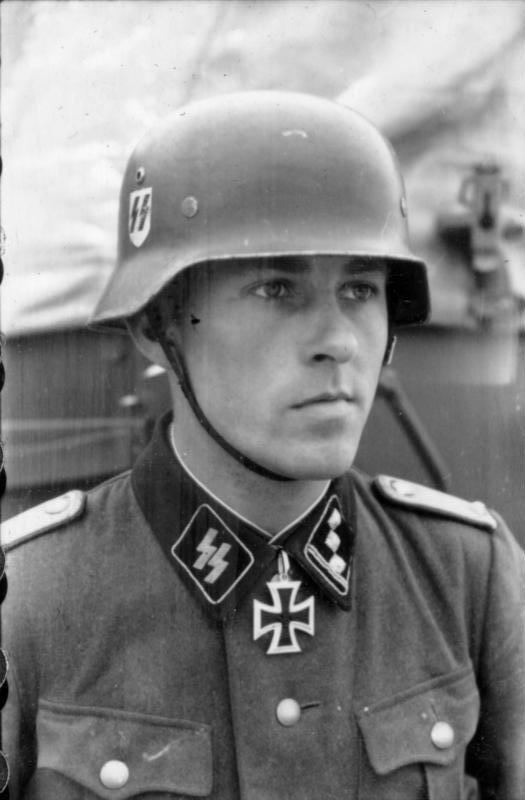
武装SSのデカールが貼られた1935年型シュタールヘルム（1941年フリッツ・レントロップSS中尉）
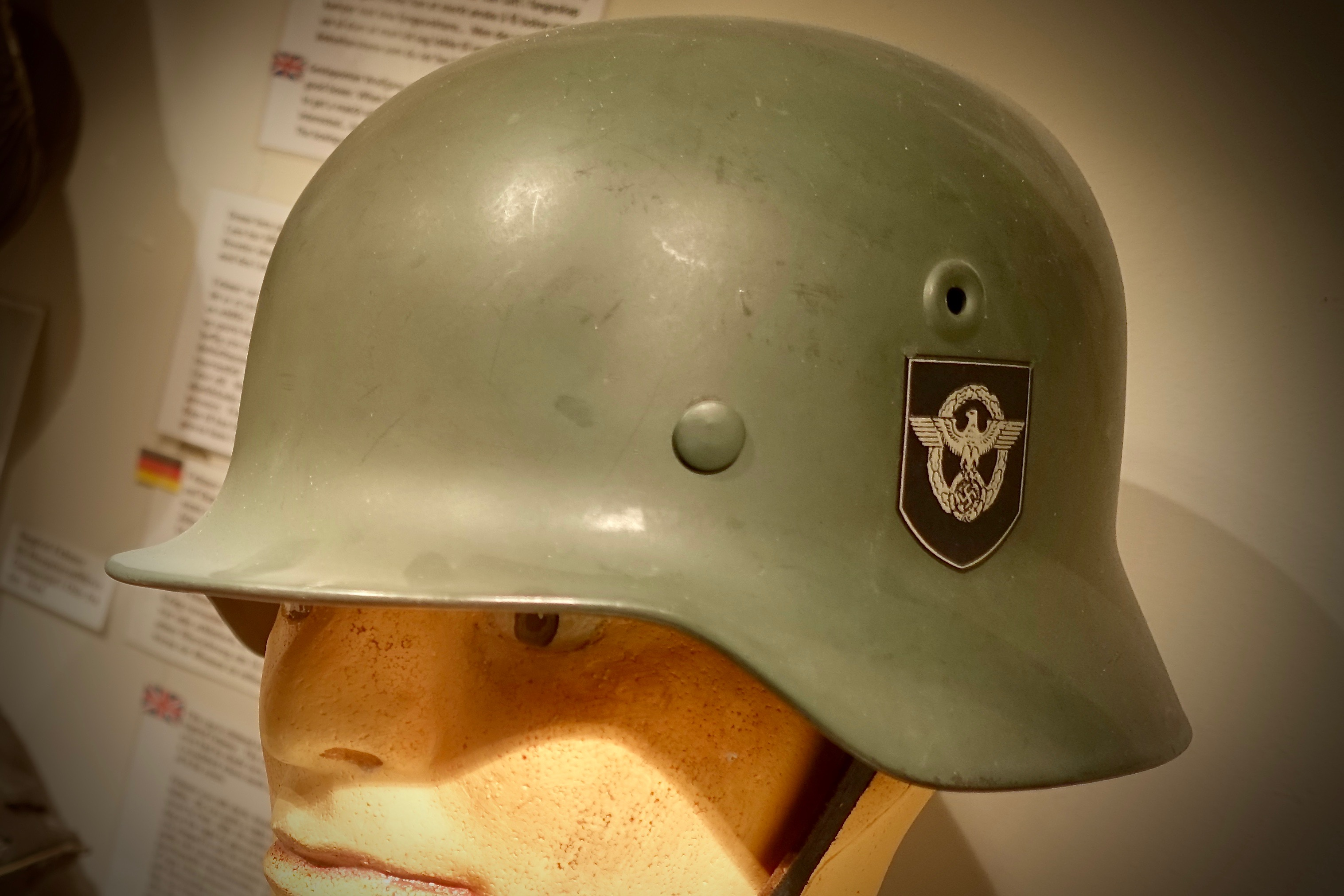
秩序警察のデカールが貼られた秩序警察の1940年型シュタールヘルム。
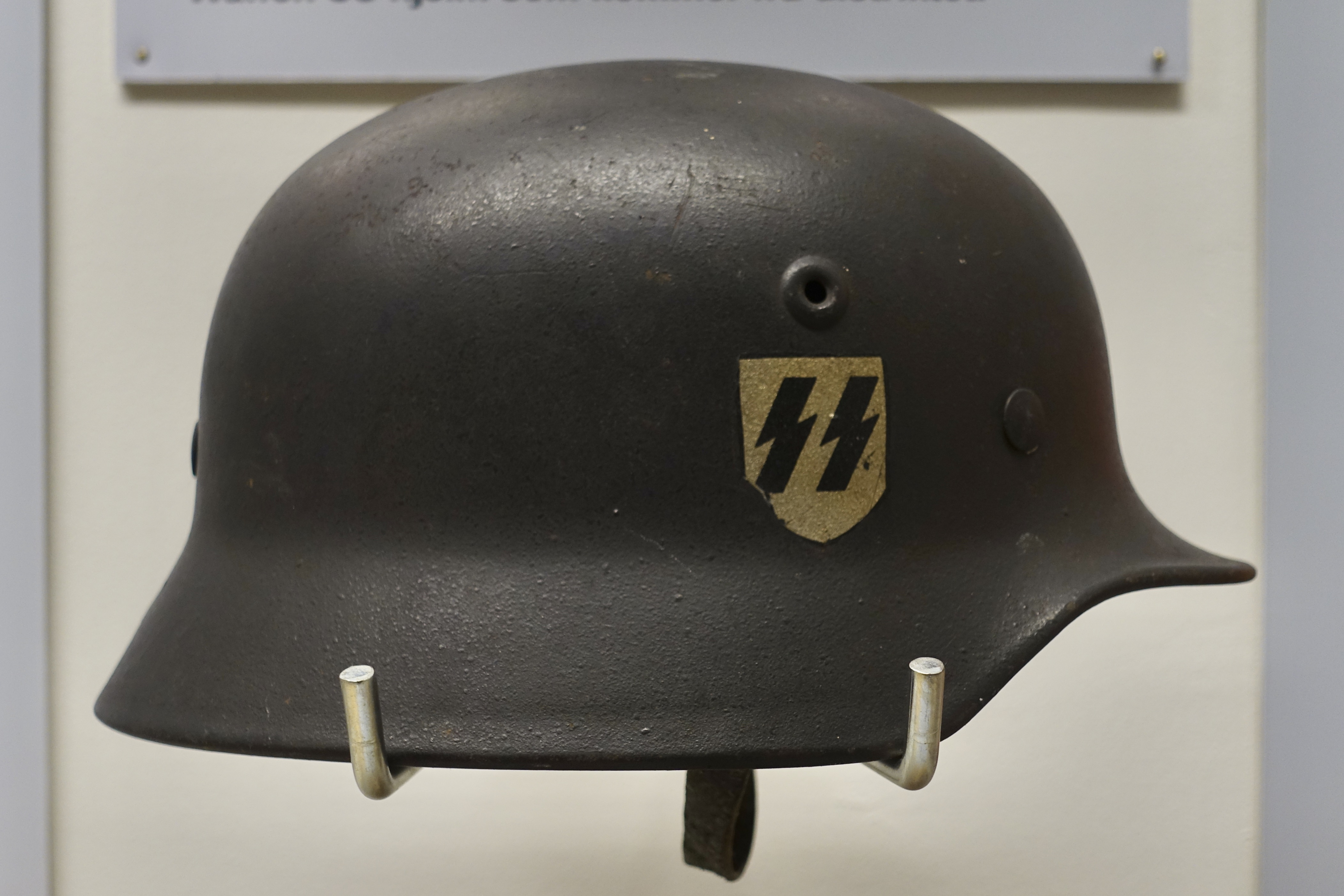
武装SSのデカールが貼られた40年型シュタールヘルム。
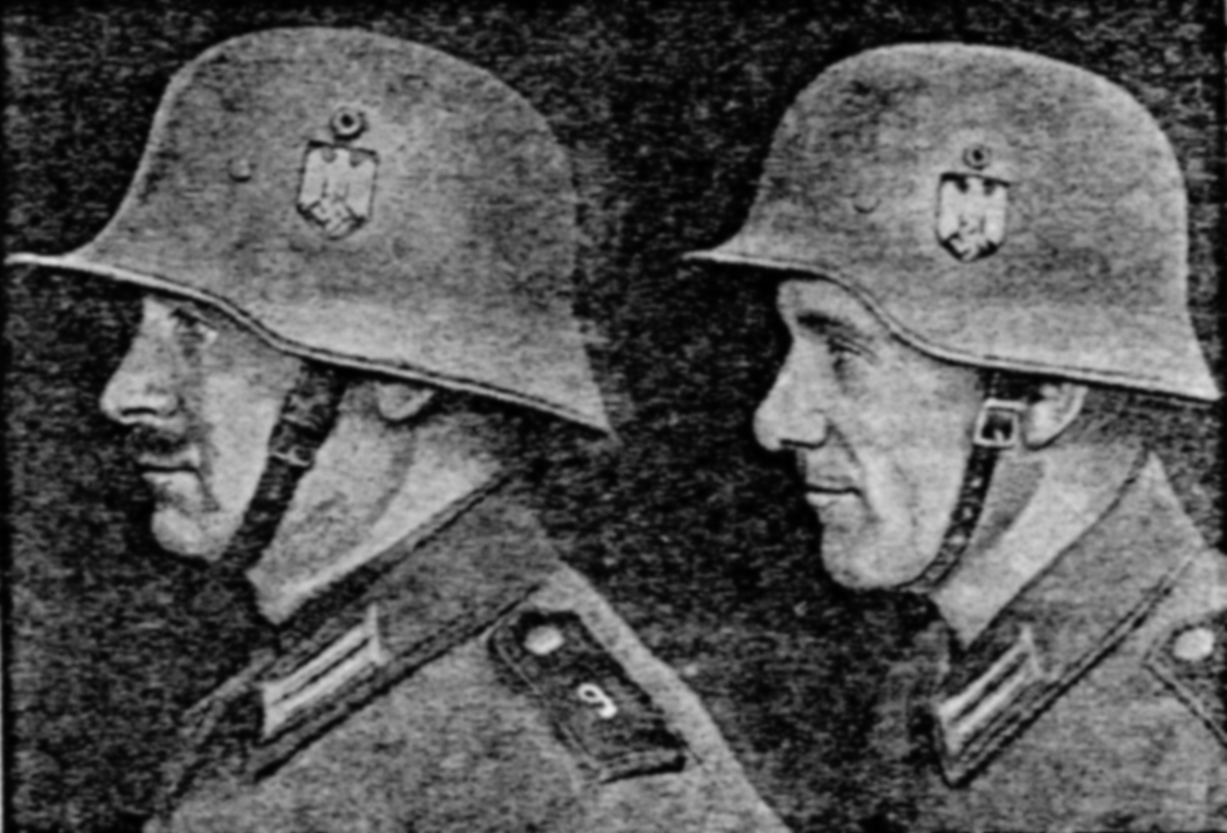
1918年型（左）と1935年型（右）の比較
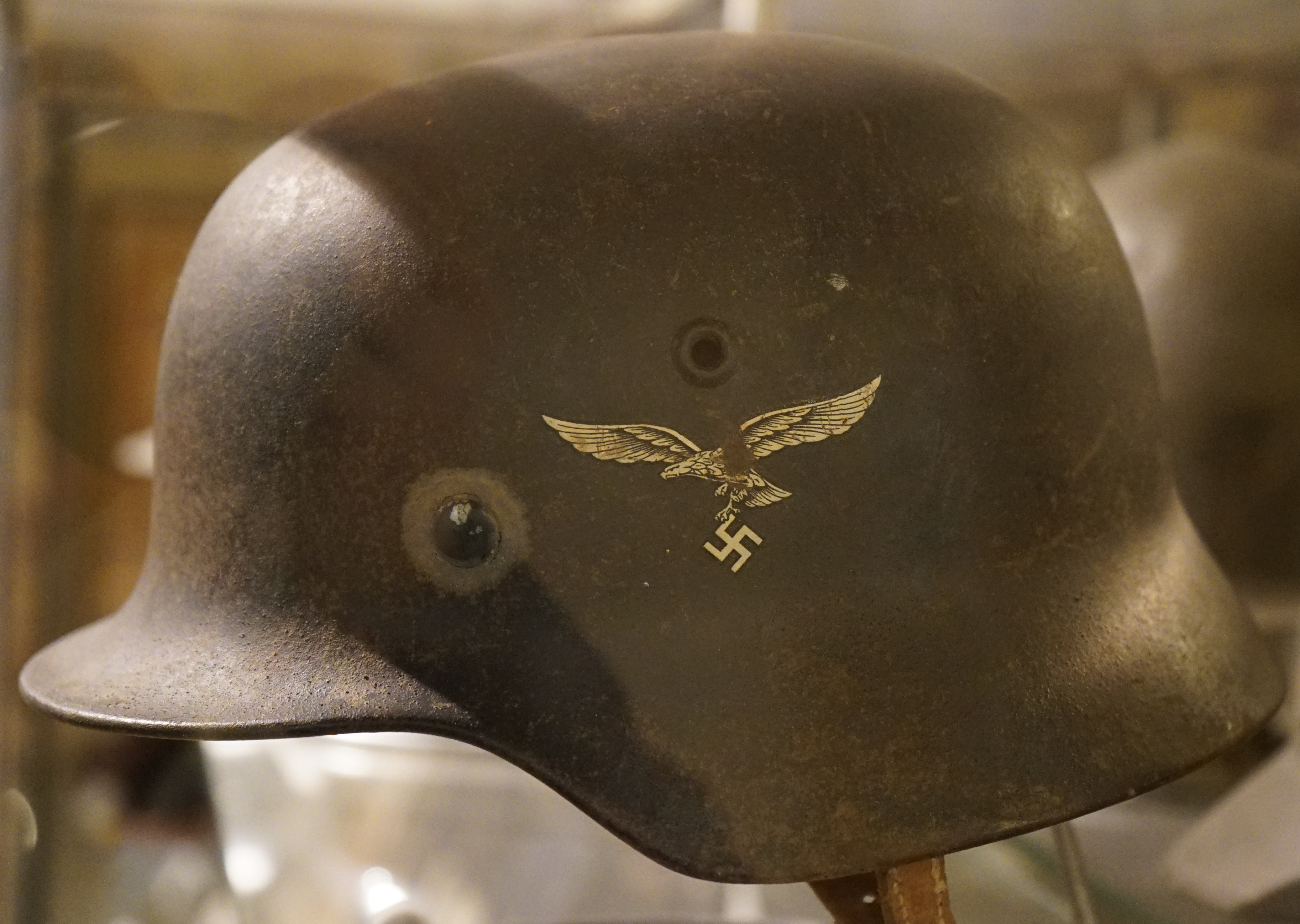
空軍鷲章のデカールが貼られた1940年型シュタールヘルム。
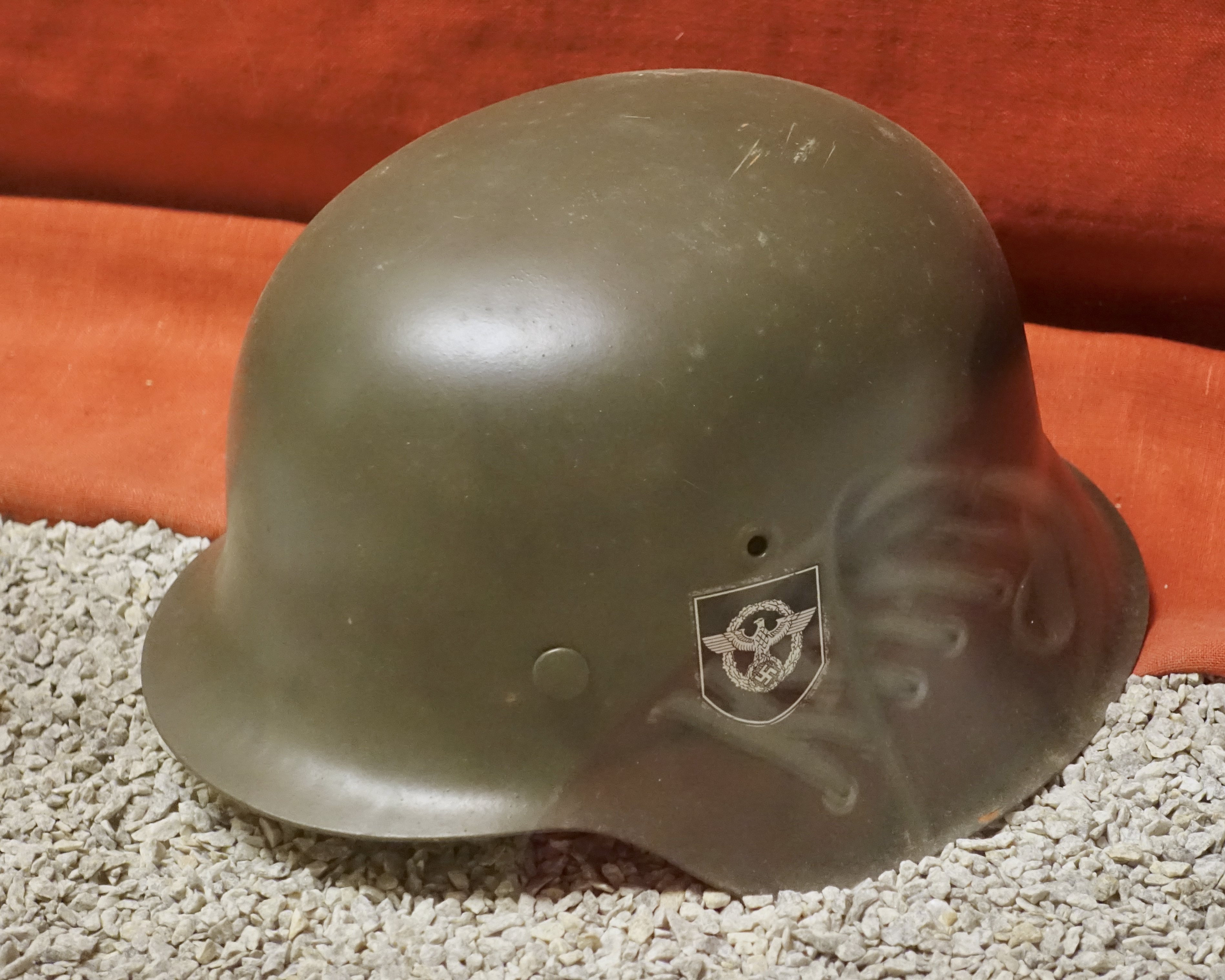
秩序警察のデカールが付いた1942年型シュタールヘルム
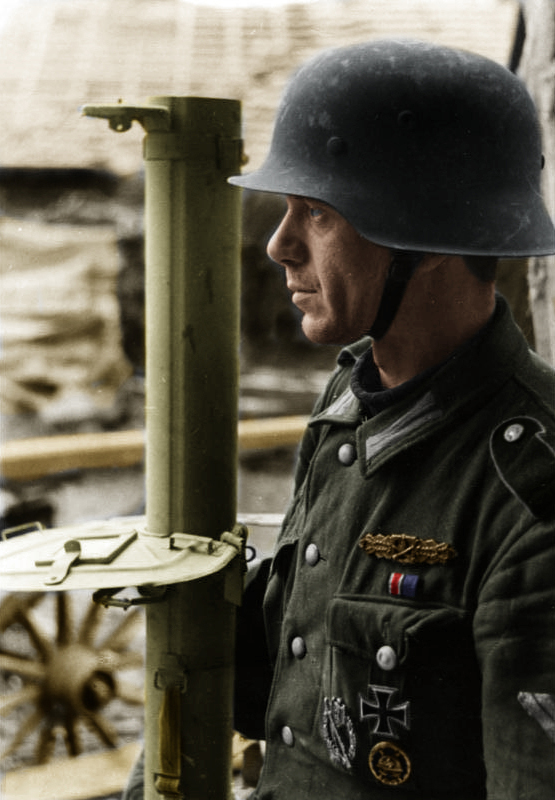
1942年型シュタールヘルムを被り、パンツァーシュレックを携える兵士。1944年の写真のため、既にデカールは貼られていない。
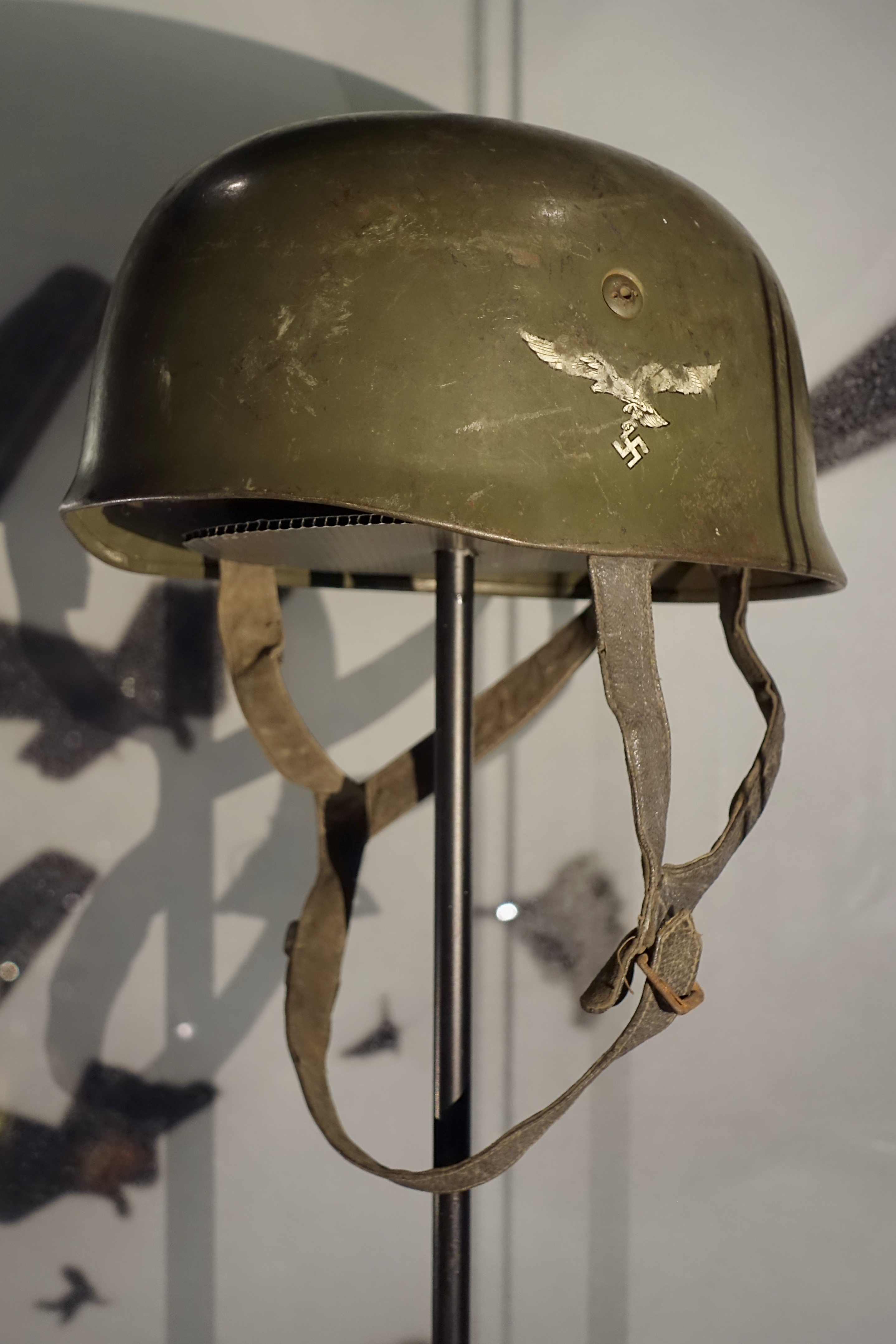
空軍降下猟兵用のシュタールヘルム。降下時の引っ掛かり防止のためひさしやすそ部分が極端に短い
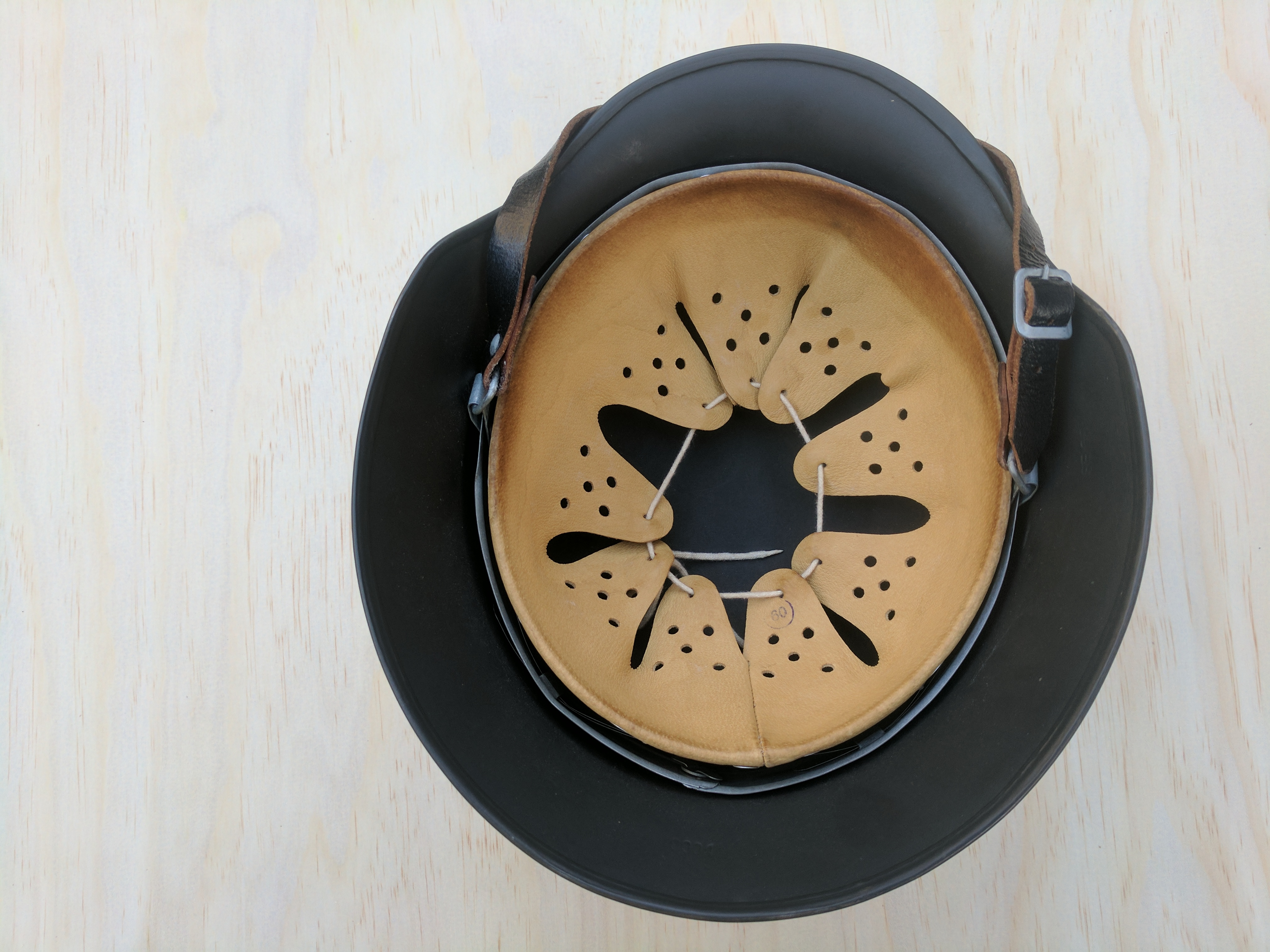
1935年型シュタールヘルムの内側
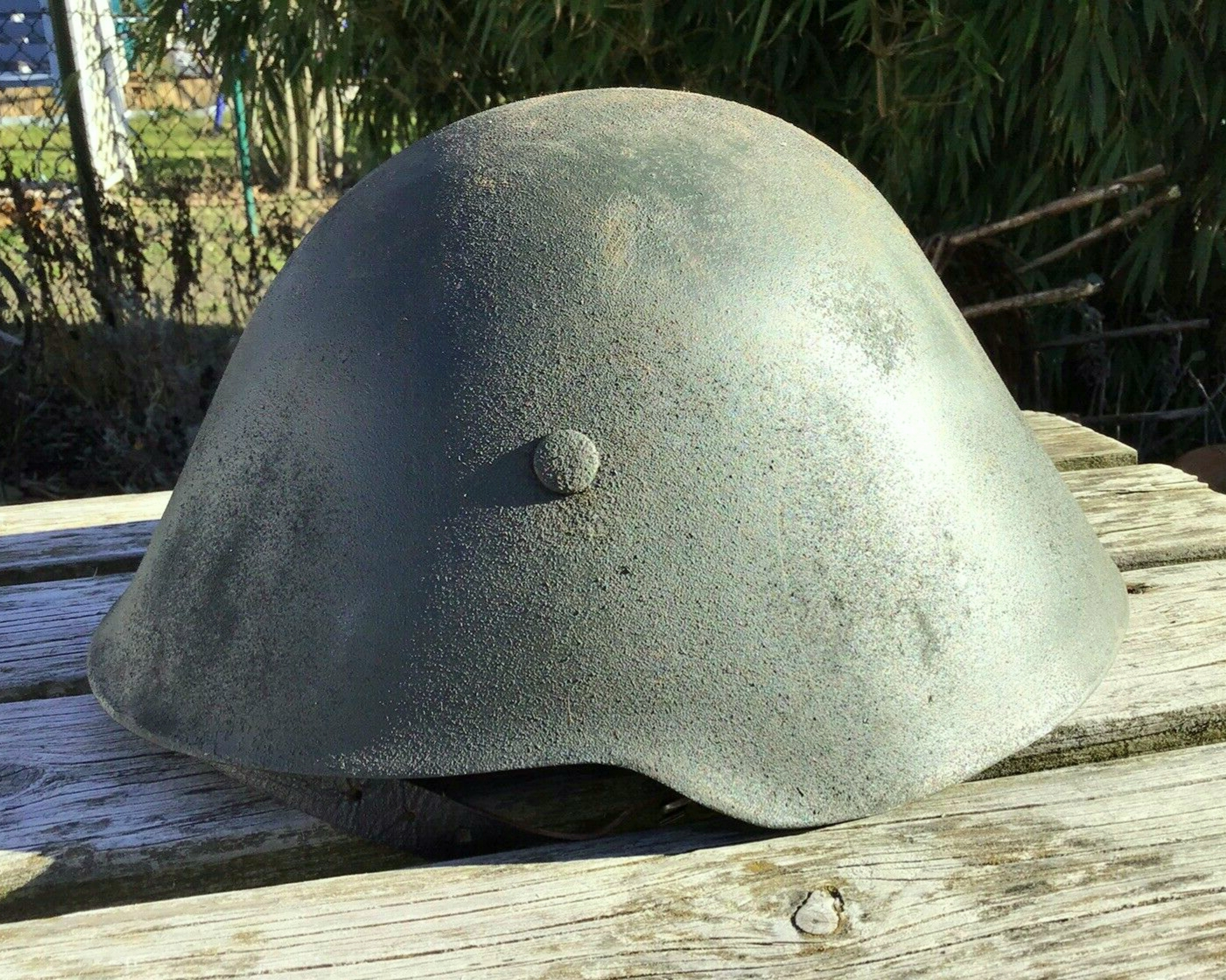
生産工程の省力化を目指した1945年型シュタールヘルム。結局採用されなかったが、東ドイツの国家人民軍のヘルメットに影響を与えたと言われる
陸軍のシュタールヘルムのデカール。左側に陸軍鷲章。右側に黒白赤の国家色。
海軍のシュタールヘルムのデカール。左側に金色の海軍鷲章。右側に黒白赤の国家色。
空軍のシュタールヘルムのデカール。左側に空軍鷲章。右側に黒白赤の国家色
武装親衛隊のシュタールヘルムのデカール。左側にナチ党の党旗、右側にSSルーン文字のデカールを入れる。
秩序警察のシュタールヘルムのデカール。左側にナチ党の党旗、右側に秩序警察鷲章

### 第二次世界大戦後
第二次世界大戦後、西ドイツで編成されたドイツ連邦軍はナチス時代の国防軍との決別、差別化を図るために当初はアメリカ製M1ヘルメット、1956年にはこれを原型としたM56型ヘルメットを採用した。M1がスチールシェルと内装付きライナーを重ねる構造を持つのに対し、M56では従来のシュタールヘルムと同様に、内装を直接スチールシェルへ取り付ける方式が採用され、いわば米独折衷の構造であった。
1980年代以降、アメリカ軍がシュタールヘルムの形状に似たPASGTヘルメット、通称「フリッツヘルメット（Fritz helmet）」を採用し、その後各国が同タイプのヘルメットの導入を進めたが、ドイツ連邦軍はナチス時代を連想させることから、暫く採用は見送られてきた。その後東西統一を挟んで1990年代に入り、連邦軍でも同タイプのアラミド製ヘルメットである「Gefechtshelm M92」（92式戦闘用ヘルメット）の採用に踏み切った。製造はドイツとスペインの業者によって行われた。2015年になるとスペイン企業の製品について、内装を固定するボルトの強度が不足していることが発覚して、同社が1992年以降に製造・納入した製品の全てが改修されることとなった。
この間も西ドイツでは、連邦国境警備隊（現連邦警察）や消防士、民間の防空救護団体などが、シュタールヘルム型のヘルメットを使用していた。また連邦警察の特殊部隊GSG-9では第二次大戦中の降下猟兵のヘルメット（上記参照）に似たものが使用された。
一方、東ドイツの国家人民軍の軍服や装備は、ドイツ連邦軍よりも国防軍との連続性が強かった。国家人民軍制式のM56ヘルメットは、1944年に開発したが採用されなかった国防軍のシュタールヘルムを基にしていると言われている。これは側面をよりなだらかに山型に傾斜させることで避弾経始を向上させている反面、頭にフィットしにくく、着用者の頭から少し浮き上がった形をしている。そのため、塹壕へ飛び込むなどの激しい動きをした際に縁を引っ掛けやすく、首の負傷につながるおそれがあった。対策として、強い力が加わるとヘルメット本体と内装を結合している樹脂ピンが自動的に外れるよう設計された。分離した本体と内装は簡単に再組み付けができた。

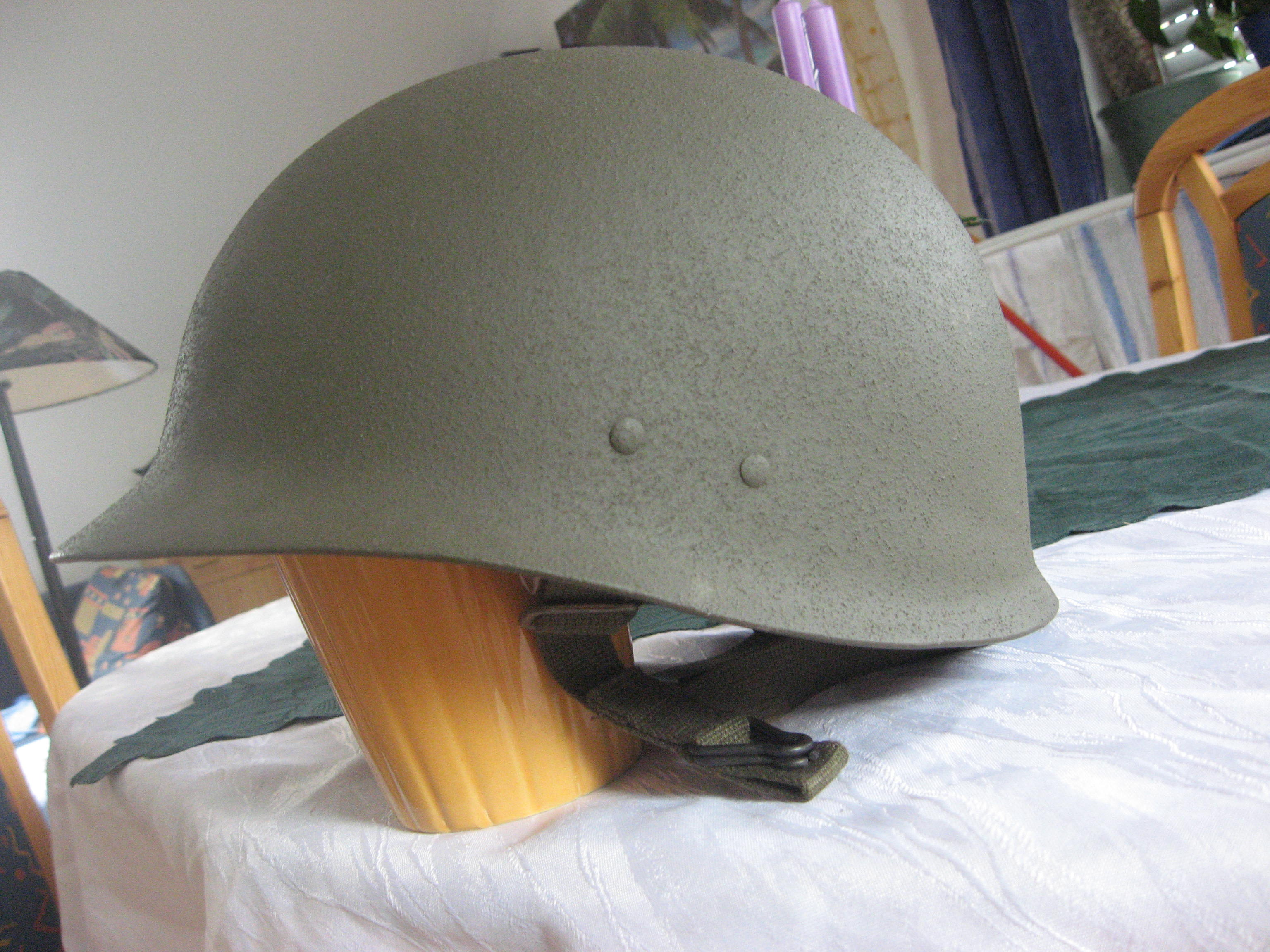
連邦軍で使用されていたM56ヘルメット。M1とは異なり内装をスチールシェルに直接取り付けるため、外面には内装固定用のリベットが見えている。
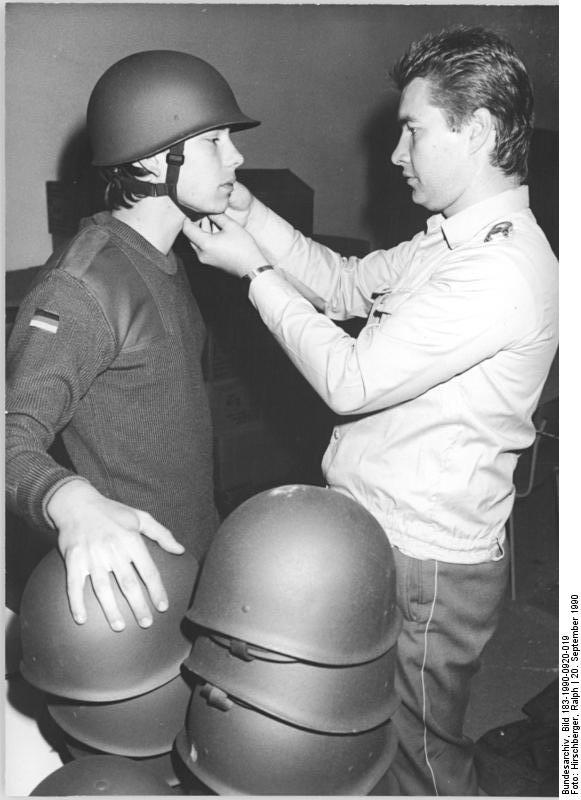
1990年、ヘルメットの支給を受ける連邦軍兵士。三点式の顎紐が明瞭に写っている。
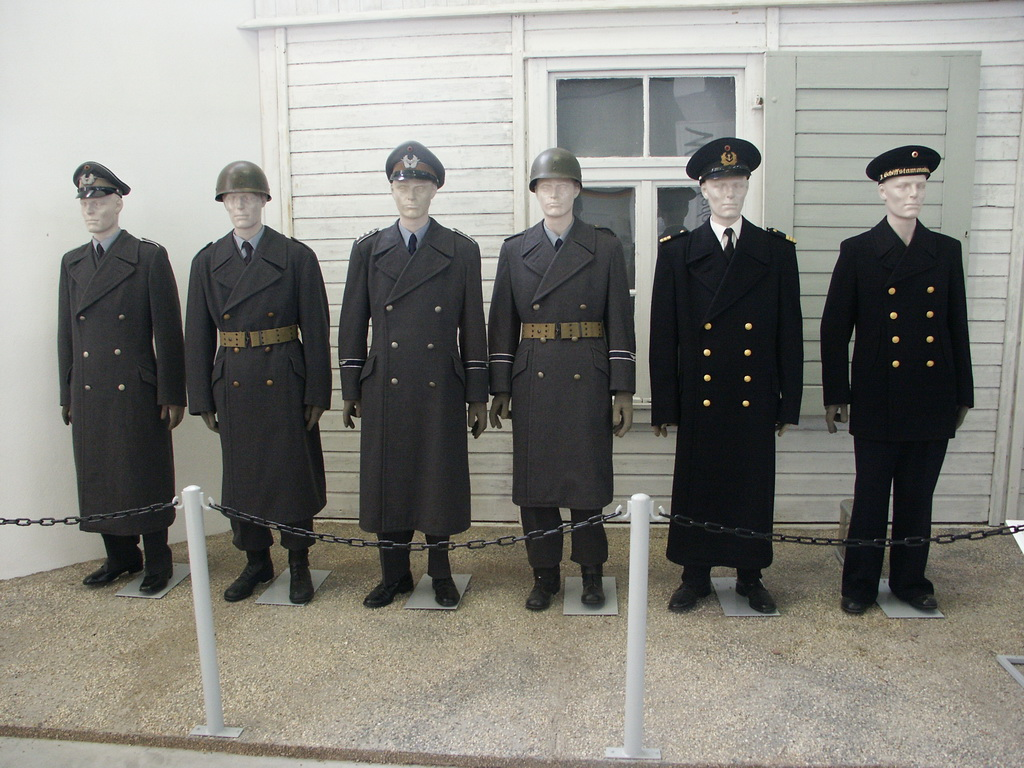
創設当初のドイツ連邦軍の軍服。向かって右から3人目、左から2人目がヘルメットを着用。
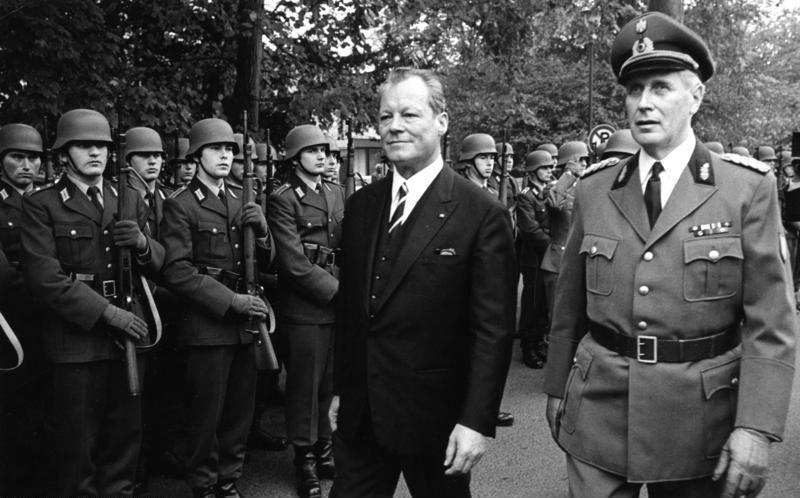
ヴィリー・ブラント首相による観閲を受ける連邦国境警備隊員。
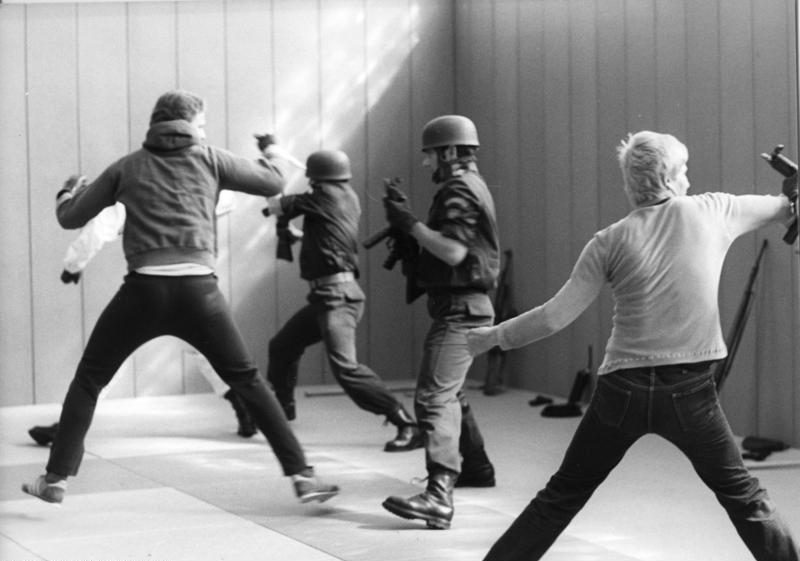
旧軍の空挺ヘルメットに類似したヘルメットを被り、近接格闘訓練を行うGSG-9の隊員。
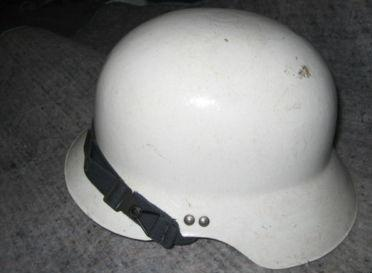
西ドイツの民間防空救護団体が使用していたシュタールヘルム型ヘルメット
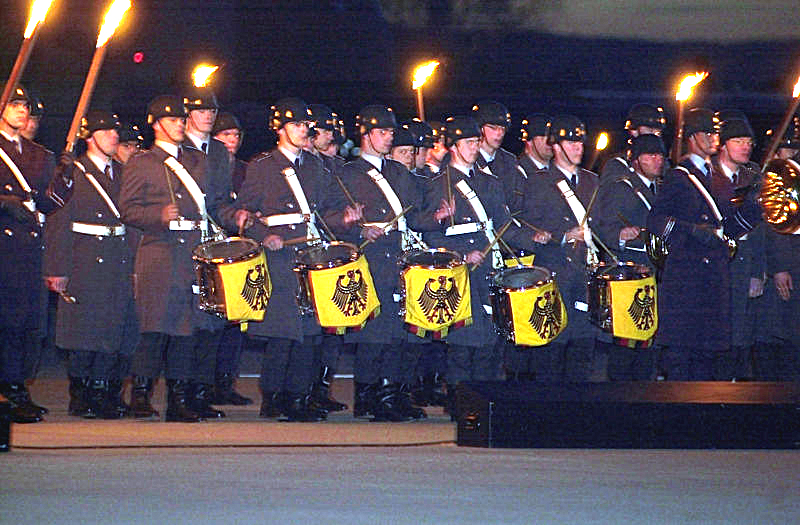
「フリッツヘルメット」を着用した連邦空軍軍楽隊（2002年）。
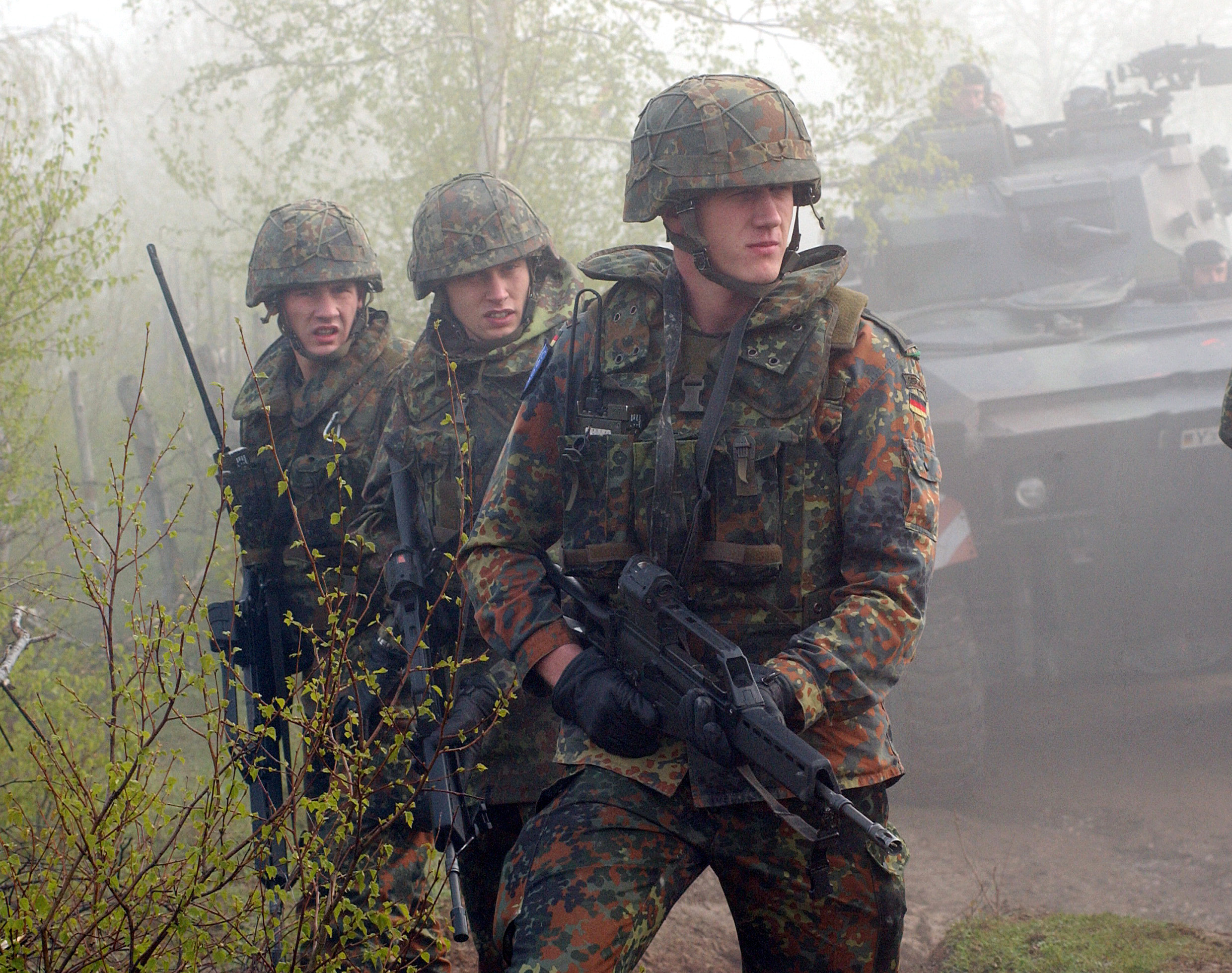
連邦陸軍の戦闘装備。フリッツヘルメットに迷彩カバーを装着。
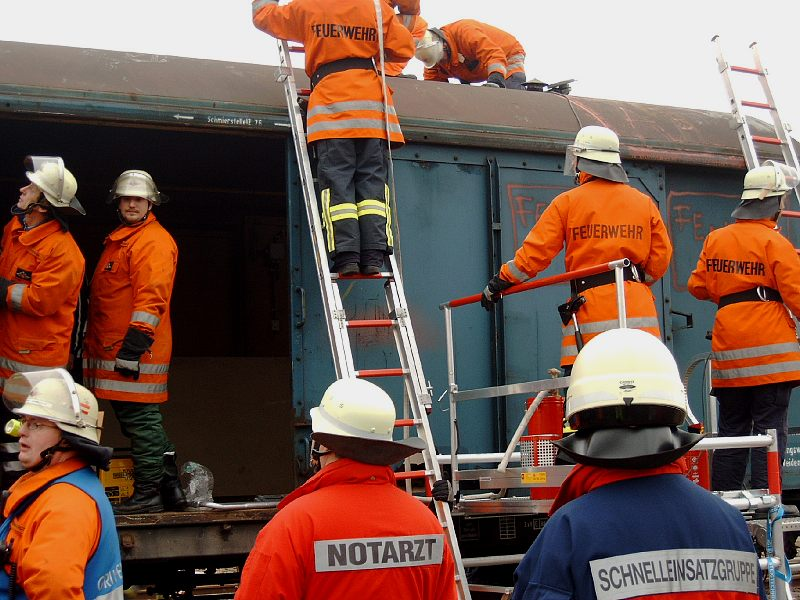
シュタールヘルム型ヘルメットを着用したドイツの消防士。
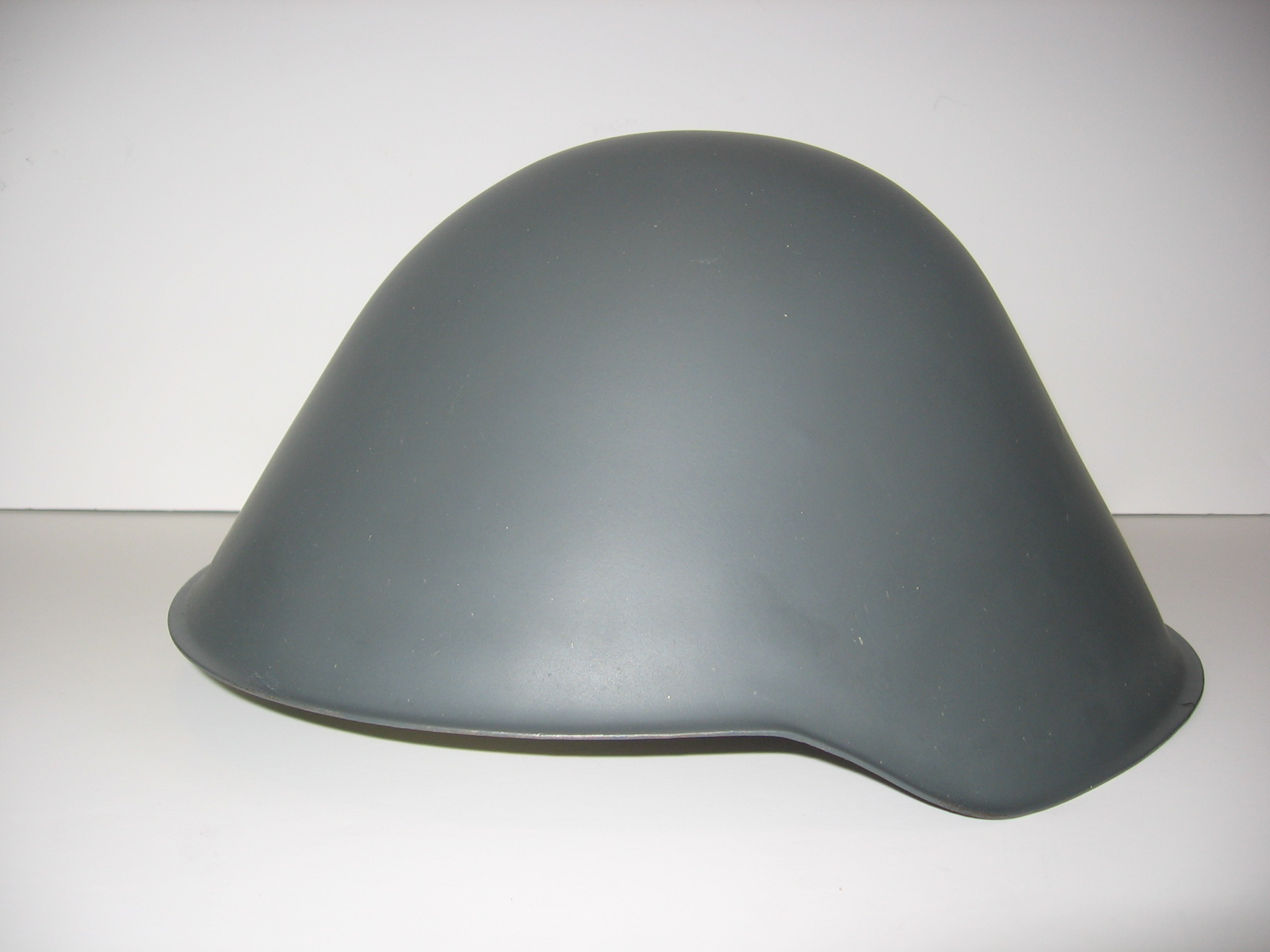
東ドイツ国家人民軍のM56ヘルメット。
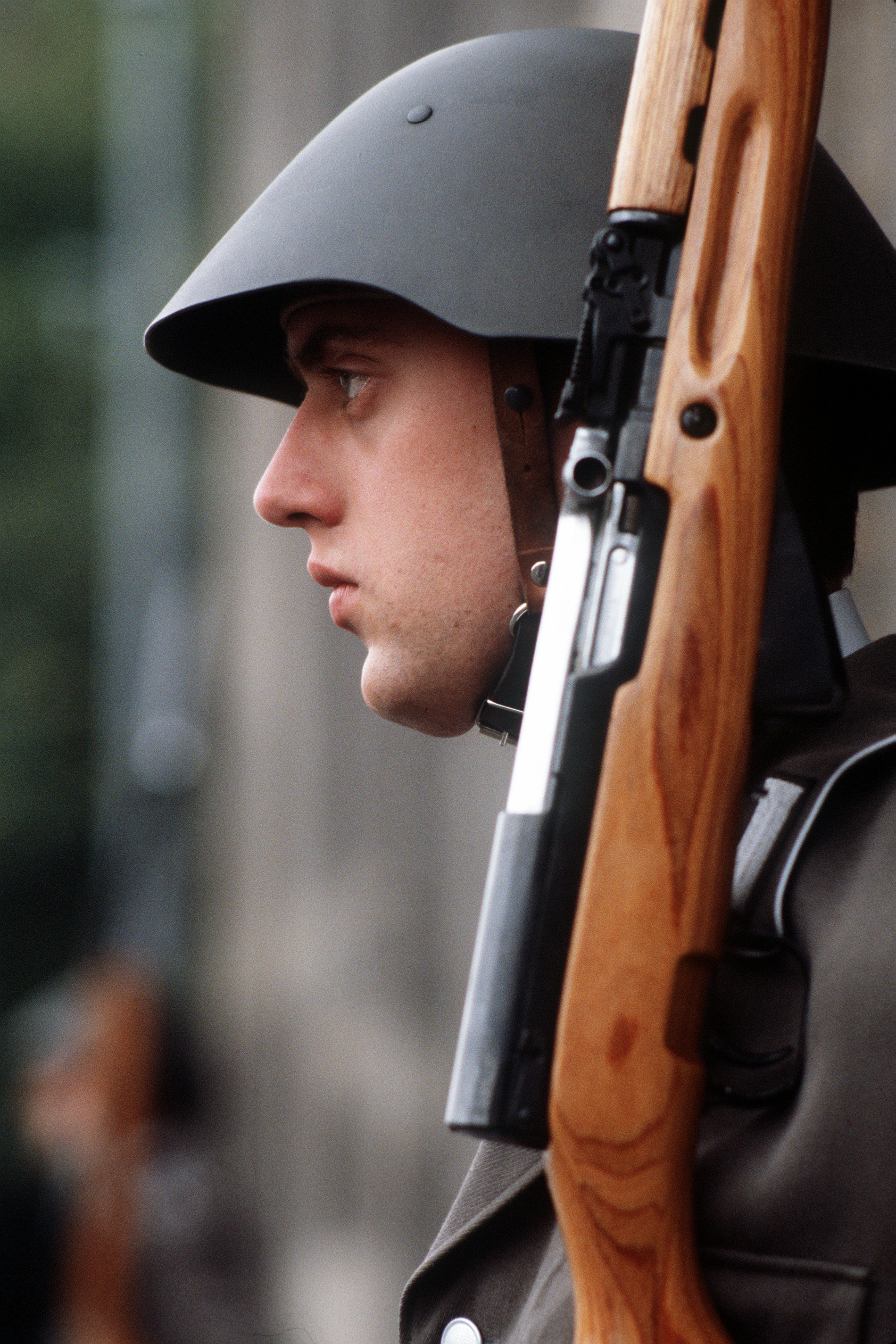
国家人民軍兵士（ヘルメットの横からのビュー）。
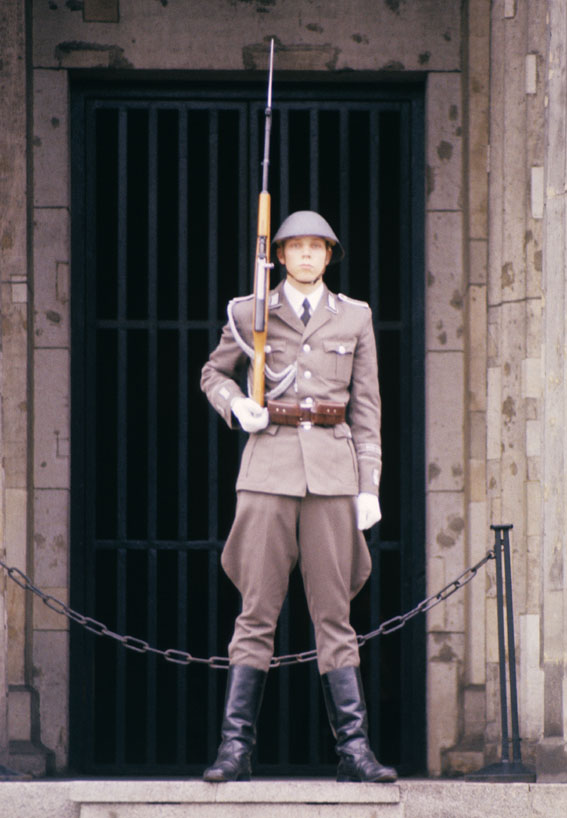
同左（ヘルメットの正面からのビュー）。

## 他の国での使用例
以下、それぞれの国に最初に導入された時代順に述べ、最後に第二次大戦後の動きを概括する。
第一次大戦世界大戦時まで
- 19世紀末からドイツ陸軍を模範に陸軍近代化を進めてきた南米諸国（ベネズエラ、コロンビア、エクアドル、ボリビア、チリ[2]、アルゼンチン[3]等）では、ドイツ式の軍服とともに最初ピッケルハウベが、次いでシュタールヘルム型のヘルメットが採用された。軍服_(南アメリカ)も参照。
- 第一次世界大戦時にドイツと同盟関係にあったオーストリア＝ハンガリー帝国、オスマン帝国、ブルガリア[4]にシュタールヘルム型のヘルメットが導入され、大戦後の後継国家であるオーストリア[5]、ハンガリー[6]、ブルガリアでも引き続き用いられた[注釈 1]。

大戦間期 - 第二次世界大戦時
- フィンランド軍では、ドイツ式を含む複数のタイプのヘルメットが混在していたが、第二次世界大戦時にはソ連との対抗上枢軸側についたことから、ドイツから供給されたヘルメットが標準的な装備となった[8]。
- ラトビア軍、エストニア軍、リトアニア軍では、旧宗主国のロシアからの差別化の意図もあり、独立後第二次世界大戦開始前後までドイツ式のヘルメットが導入された。
- アフガニスタン軍においても第二次世界大戦時にドイツ式のヘルメットが導入され、1980年代まで使用された[9]。
- 中華民国の国民革命軍は、中独合作により軍服にもドイツ軍の影響が見られたが、その最も顕著な現れの一つがヘルメットであった。日中戦争の開始を経て中独合作が終了した後も、それらが英米から供給されたヘルメットに取って代わられるのにはしばらくの年月を要し[10]、後の国共内戦では国民革命軍と工農紅軍（中国人民解放軍の前身）の双方が使用していた[11]。
- 第一次大戦後のスペイン軍ではドイツのシュタールヘルムに強く影響されたヘルメット[注釈 2]が採用され、1931年の共和制以降を経て、36年の内戦勃発後も、反乱軍、共和国軍双方で引き続き使用された。うち反乱軍にドイツから直接供給されたシュタールヘルムは、内戦後のフランコ政権下ではスペイン軍の標準的な装備となった[12]。
- 戦中の日本では民間における防空用としてシュタールヘルムに類似した形状の鉄帽が販売されていた[13]。

第二次世界大戦後
- ドイツの敗戦と共に、またそのマイナスイメージのため、シュタールヘルム型のヘルメットを用いる国は激減したが、オーストリア[14]、フィンランド、スペイン、アルゼンチンといった諸国では、1950 - 70年代まで実戦装備または礼装用に用いられていた。また南米諸国のうちチリ、ボリビアでは、ピッケルハウベとならんで、礼装用に現在でも使用されている。
- 東ドイツの国家人民軍で用いられていたヘルメットは、ベトナム、キューバ、ニカラグア、アンゴラといった諸国にも供給された。
- 日本の消防ではシュタールヘルム型を原型としこれにフランス軍のアドリアンヘルメットと類似した「鶏冠」を追加し金色の塗装を施した消火ヘルメットを使用している。

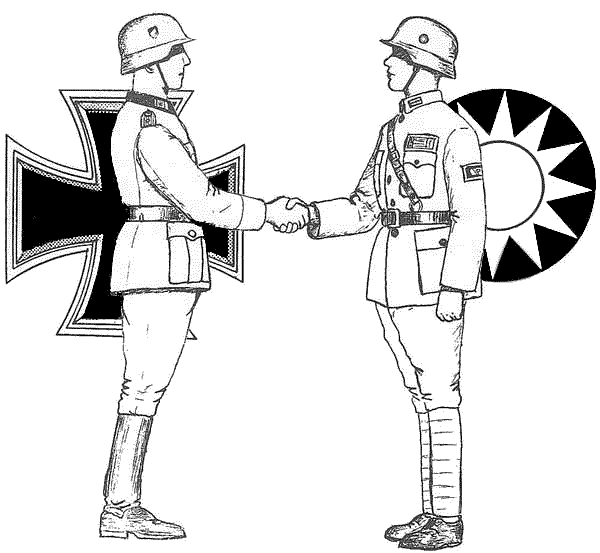
中独合作のイメージ画。 国民革命軍の装備がドイツ軍の強い影響を受けていることが分かる。
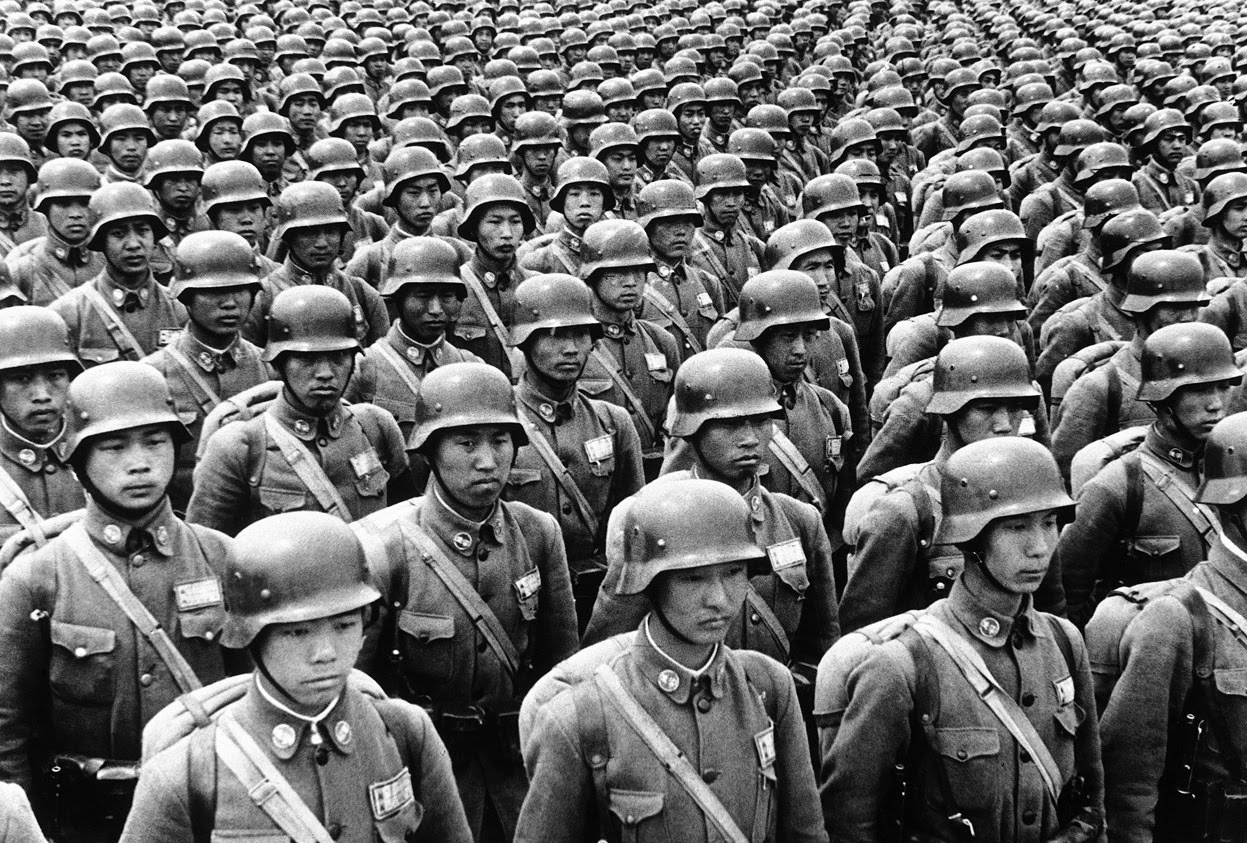
中国国民党の国民革命軍。
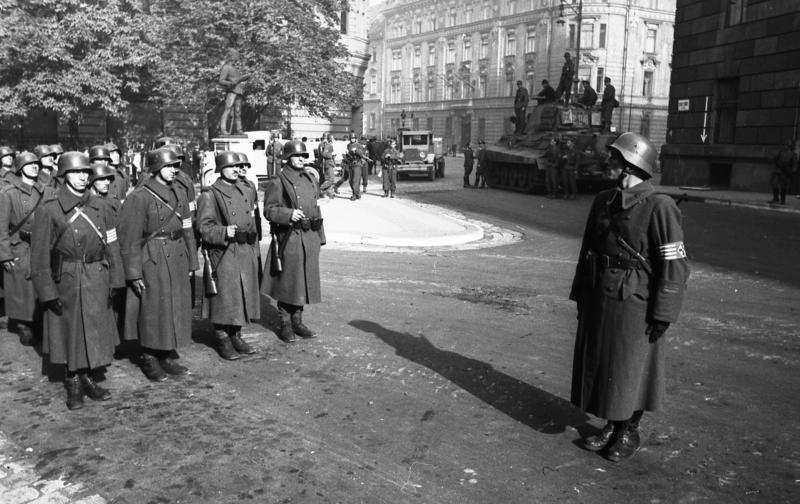
整列したハンガリー矢十字党員
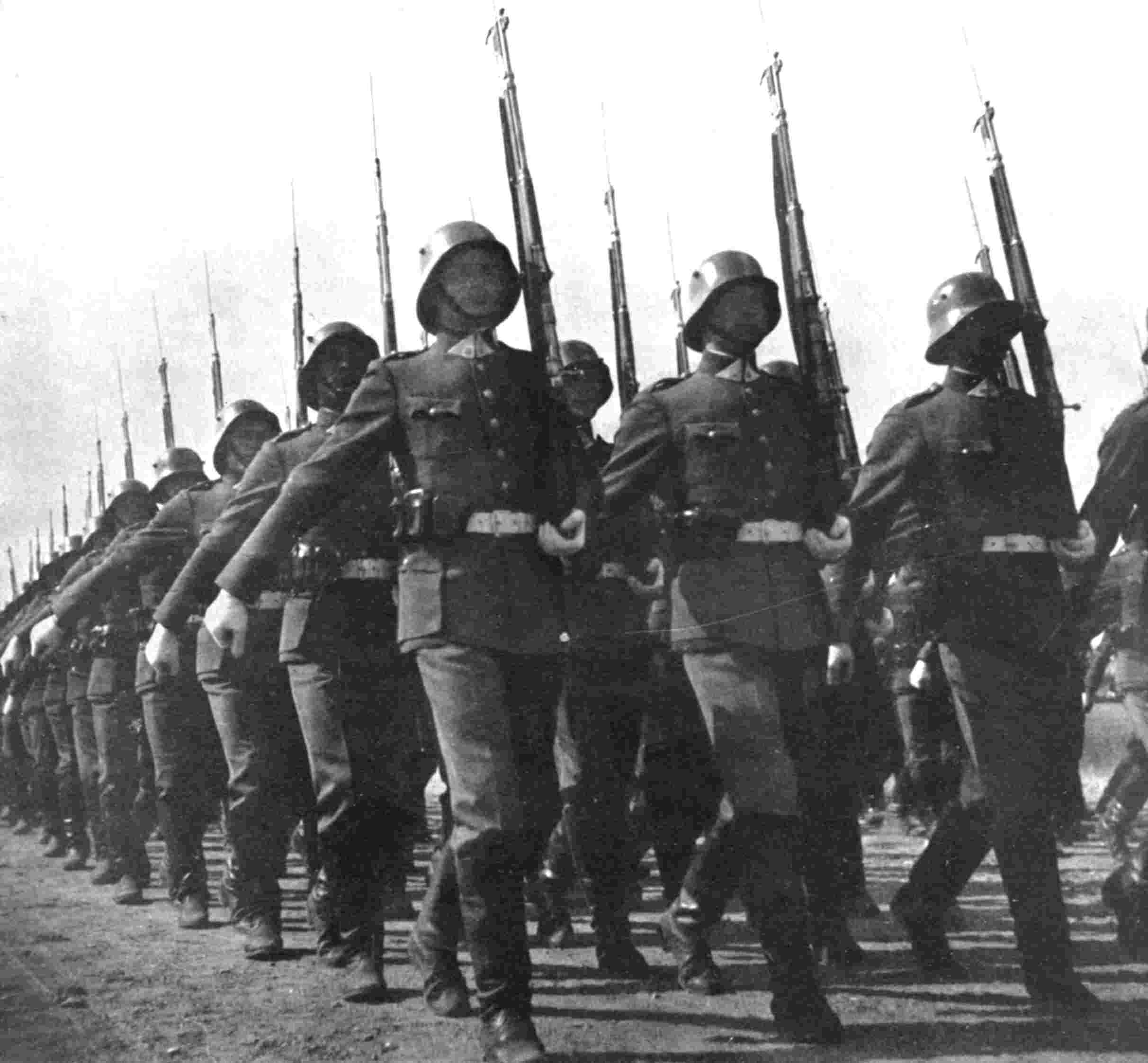
リトアニア陸軍の軍装（1938年）
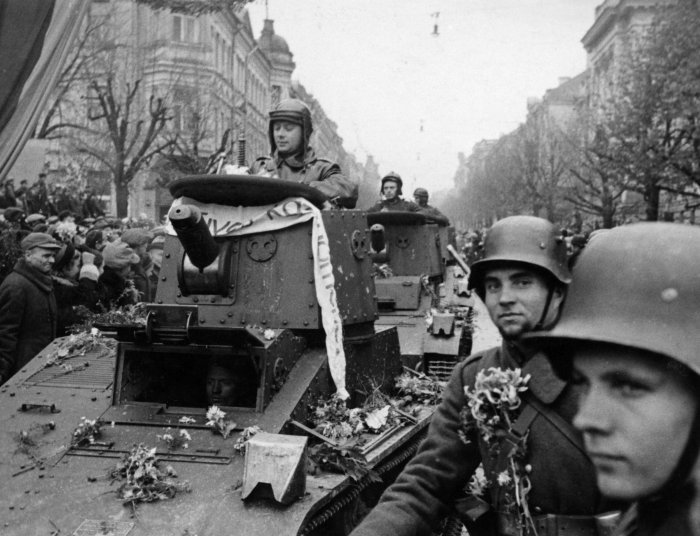
リトアニア陸軍の軍装（1939年）
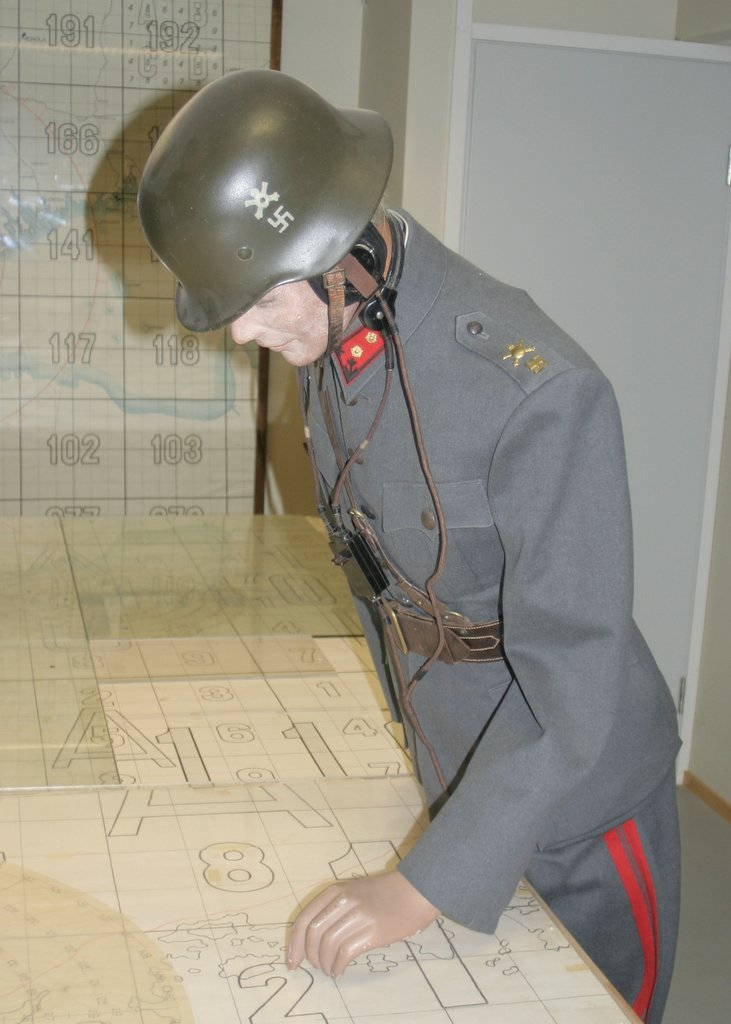
第二次世界大戦中の、フィンランド軍対空部隊の中尉（Lieutenant）
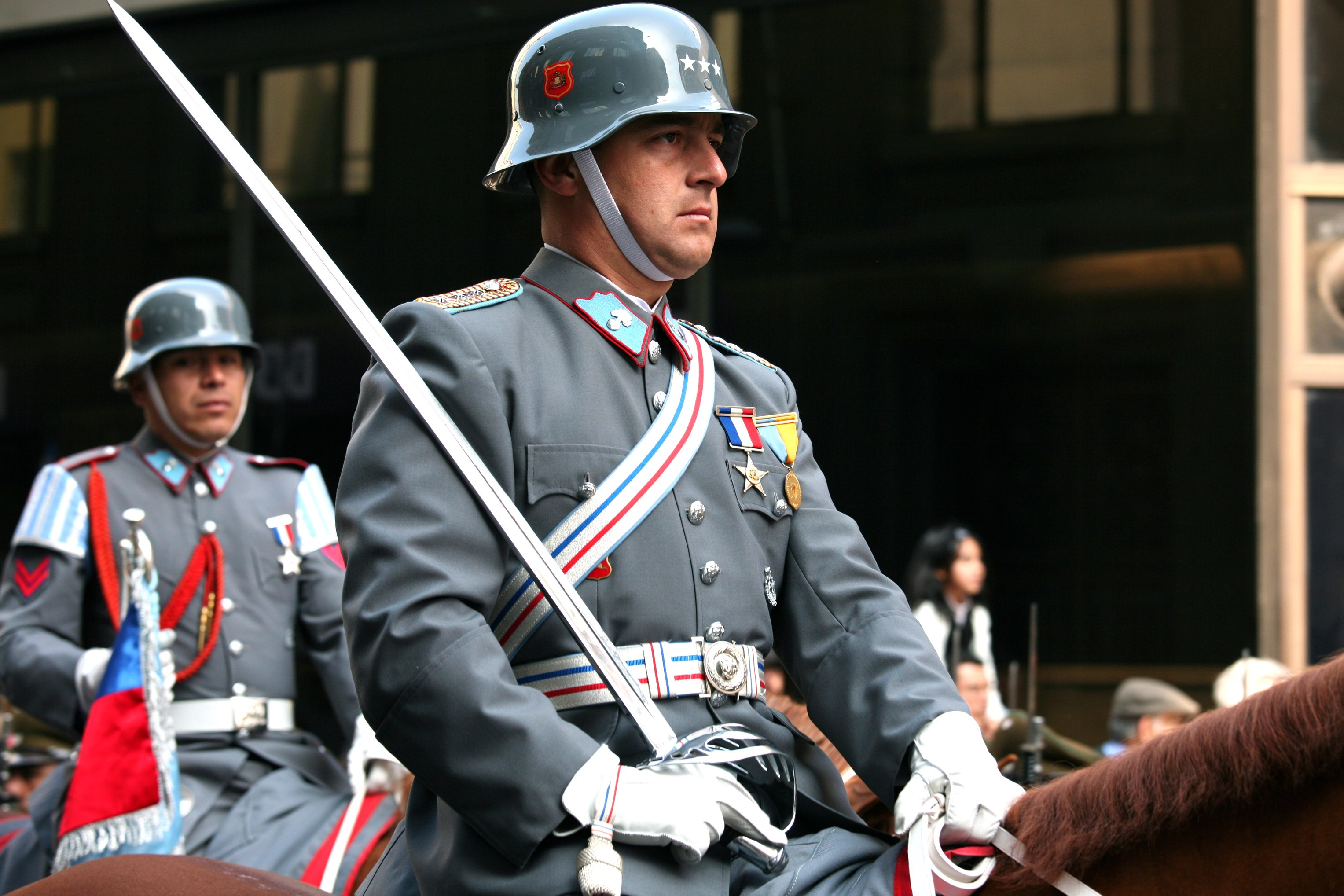
チリ陸軍の将校
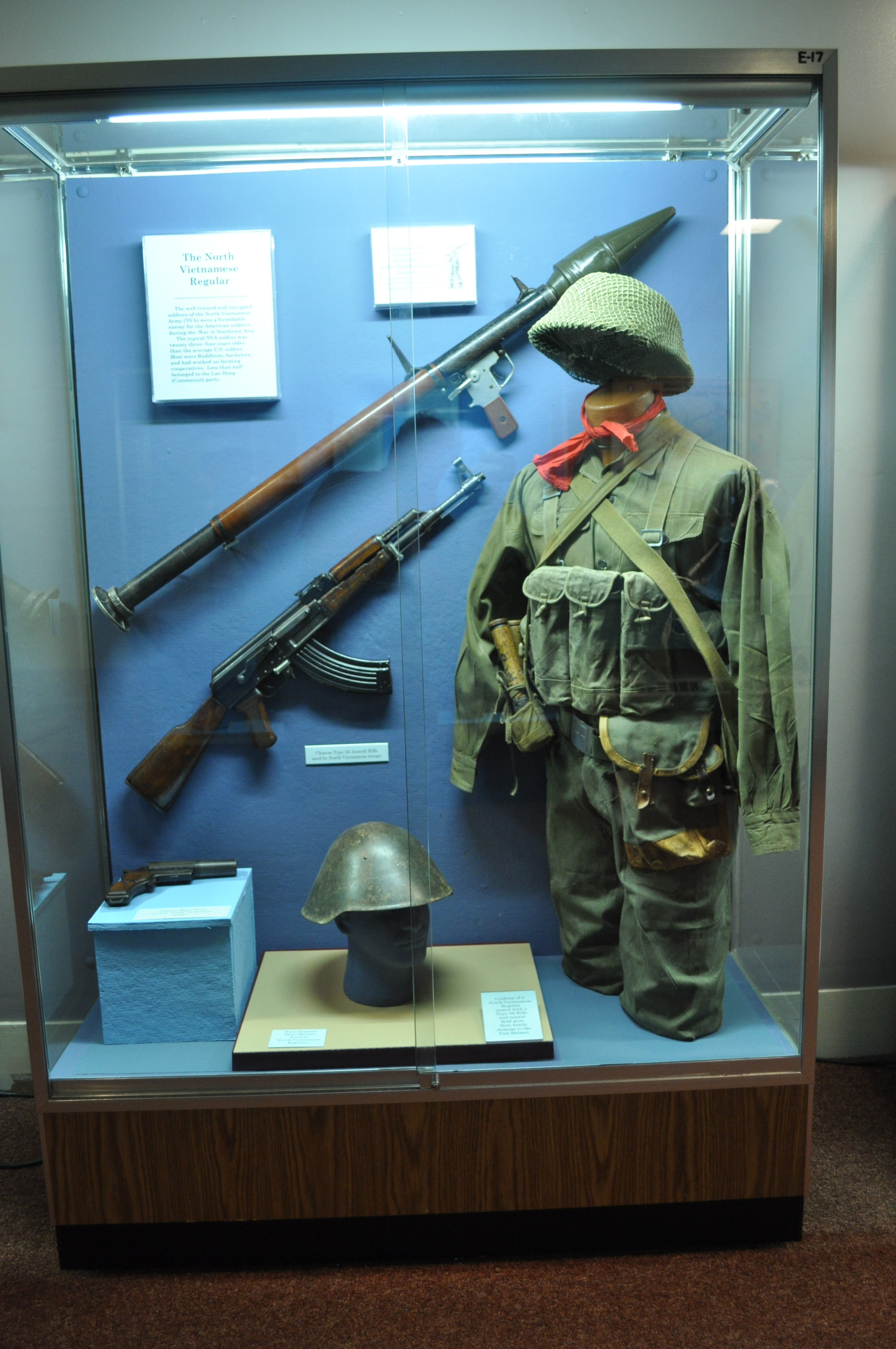
北ベトナム軍の軍装。手前に東ドイツ製のヘルメットが展示されている。
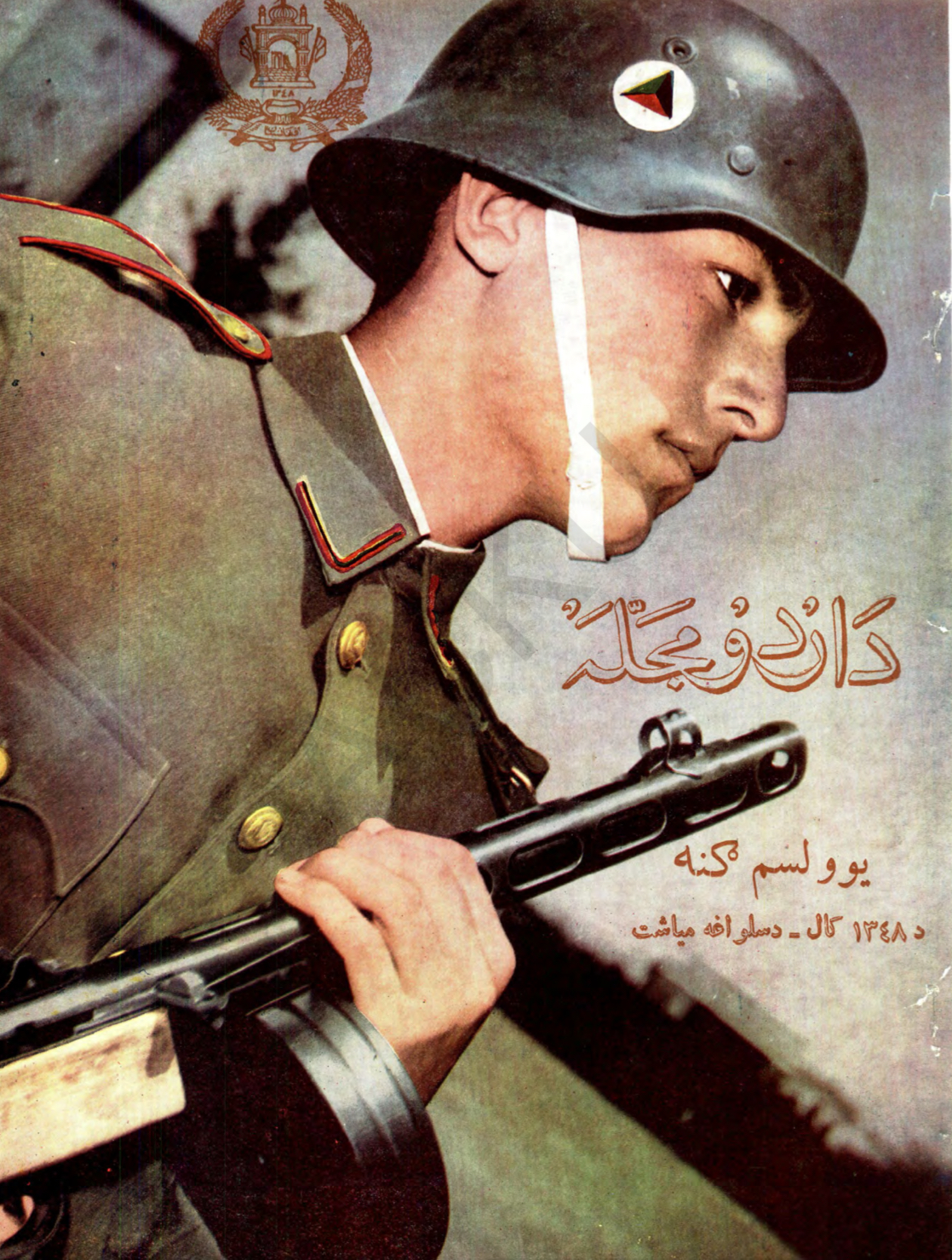
アフガン王国陸軍のポスター（1969年）